# Reformismo (marxismo)
Reformismo é a crença de que através de mudanças graduais e dentro das instituições existentes pode-se mudar fundamentalmente o sistema econômico e as estruturas políticas da sociedade. Essa crença surgiu de oposição ao socialismo revolucionário, que afirma que a revolução é necessária para que possam ocorrer fundamentais mudanças estruturais.
O reformismo é para ser distinguido de reformas pragmáticas. O primeiro refere-se à crença de que uma acumulação de reformas pode eventualmente levar a um sistema econômico e a uma forma de sociedade totalmente diferente.

## Visão geral
Existem dois tipos de reformismo:[carece de fontes?] o primeiro não tem a intenção de trazer o socialismo ou mudança econômica fundamental para a sociedade; o segundo tipo é baseado na crença de que, embora as reformas não sejam socialistas em si mesmas, elas podem ajudar a popularizar as causa do socialismo entre os trabalhadores.
O debate sobre a capacidade da reforma  social-democrata de levar a uma transformação socialista da sociedade já dura mais de um século. O reformismo é criticado por ser paradoxal: busca superar o sistema econômico existente  ao mesmo tempo em que tenta melhorar as condições do capitalismo, tornando-o mais tolerável para a sociedade. De acordo com Rosa Luxemburgo, sob o reformismo "... (o capitalismo) não é derrubado mas é, ao contrário, reforçado pela realização de reformas sociais".

## História
O Socialismo reformista foi apresentado pela primeira vez por Eduard Bernstein, que se referiu ao conceito de socialismo evolutivo. Bernstein era um líder social-democrata na Alemanha Imperial. O reformismo foi rapidamente alvo de socialistas revolucionários, com Rosa Luxemburgo condenando o Socialismo Evolutivo  de Bernstein  em seu ensaio Reforma ou Revolução? publicado em 1900. Os reformistas logo se viram confrontados com os bolcheviques e os seus partidos satélites comunistas pelo apoio de intelectuais e da classe trabalhadora.
Em 1959, o Programa Godesberg, assinado em uma convenção do Partido Social-Democrata da Alemanha (SPD), marcou a mudança a partir de um programa marxista que defendia o fim do capitalismo e as velhas ideias de nacionalização para uma reforma social que incluiu aumento de salários e benefícios.
Depois de Josef Stalin consolidou o poder na União Soviética, o Comintern lançou uma campanha contra o movimento reformista, denunciando-os como " fascistas sociais". De acordo com o livro O Deus que Falhou de Arthur Koestler, um ex-membro do Partido Comunista da Alemanha, no período entreguerras comunistas alinhados com a União Soviética, continuaram a considerar como "socialfascista" o partido  Social-Democrata da Alemanha e o verdadeiro inimigo na Alemanha, mesmo após o Partido Nazista ter chegado ao poder.

## O reformismo do Partido Trabalhista britânico
O termo foi aplicado aos elementos dentro do Partido Trabalhista britânico na década de 1950 e, posteriormente, à direita do partido. Anthony Crosland escreveu The Future of Socialism como um manifesto pessoal defendendo uma reformulação do termo. Para Crosland, a relevância da nacionalização (ou a propriedade pública) para os socialistas foi muito reduzido como consequencia do contemporâneo pleno emprego, gestão da economia segundo a Escola keynesiana e reduzida exploração capitalista.
O uso do termo é distinto do gradualismo associado com o fabianismo, a ideologia da Sociedade Fabiana, o qual não deve ser vista como semelhante.